# Шотландцы

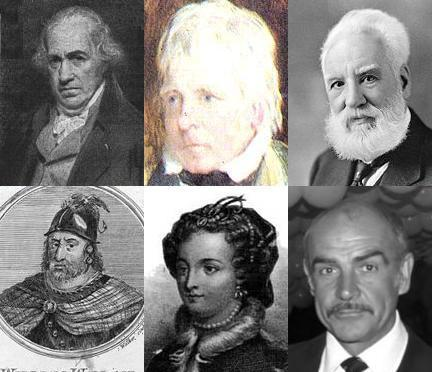

Шотла́ндцы (англ. Scots, гэльск. Albannaich) — нация, населяющая северную половину острова Великобритания и прилегающие острова. Исторически шотландцы произошли от двух народов — пиктов и гэлов, основавших в IX веке королевство Алба, ставшее впоследствии Шотландским королевством, поэтому к шотландцам нередко причисляют и гэлов — остатки кельтоязычного населения горных районов страны. Шотландцы-эмигранты и их потомки живут также в США, Канаде, Австралии, Новой Зеландии.
Говорят на английском и шотландском языке (скотс), небольшая часть — на кельтском гэльском.
По вероисповеданию большинство шотландцев — протестанты (пресвитерианская церковь Шотландии — 32,4 %), часть (около 15-17 %) — католики.

## Численность и страны проживания
Общая численность шотландцев — около 30 или 40 млн., из них в Шотландии — 4,45 млн.
Крупнейшие шотландские диаспоры: в Соединённых Штатах Америки — 5 457 798, в Канаде — 4 799 010, в Австралии — 4 023 474.

## Генетика
Согласно Генетическому атласу человеческого этногенеза (A genetic atlas of human admixture history), на 2014 год этногенез шотландцев был следующим:
- ирландцы — 63 %
- англичане — 9 %
- норвежцы — 5,3 %
- оркнейцы[англ.] — 4,1 %

## Национальная культура

### Традиционный костюм
Шотландский национальный костюм — традиционный мужской костюм, главной отличительной особенностью которого является малый килт — мужская с крупными складками сзади юбка до колен, сшитая из шерстяной клетчатой ткани — тартана.
Поверх полотняной рубашки или шерстяной куртки-дублета на одно плечо набрасывают тартановую накидку — плед (англ. plaid), а на ноги надевают чулки до колена (гольфы) и башмаки с металлическими пряжками. Кроме килта в национальный костюм входит ещё берет (Тэм-о-шентер) с пером или помпоном и спорран (sporran) — отделанный мехом (часто тюленьим) кожаный кошель, который висит на ремне килта или отдельном узком ремешке или цепочке, охватывающей бедра. Современные шотландцы с килтом чаще надевают пиджак или жилет. Существуют также узкие клетчатые брюки trews.

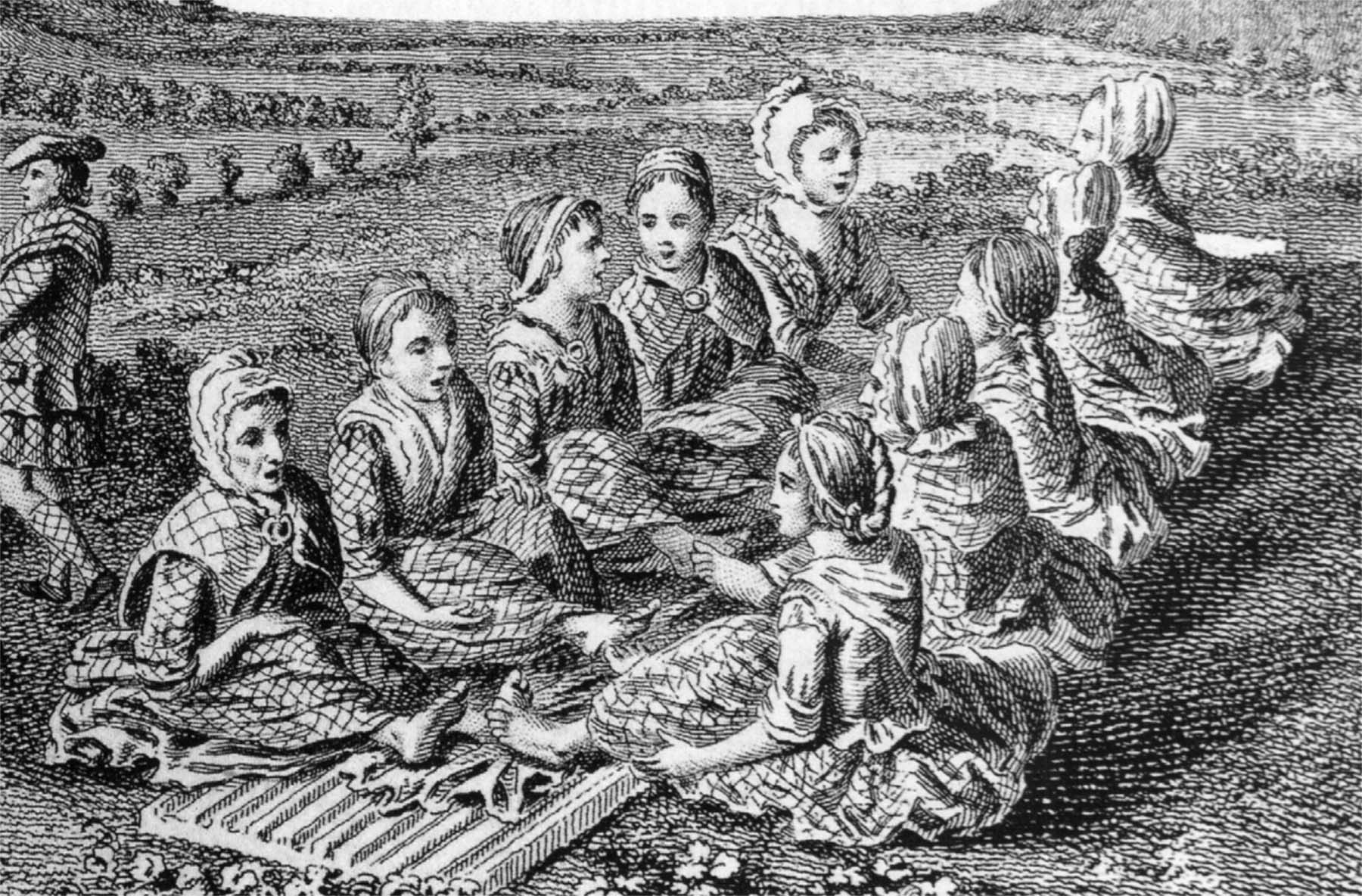
Шотландские женщины, XVIII век.
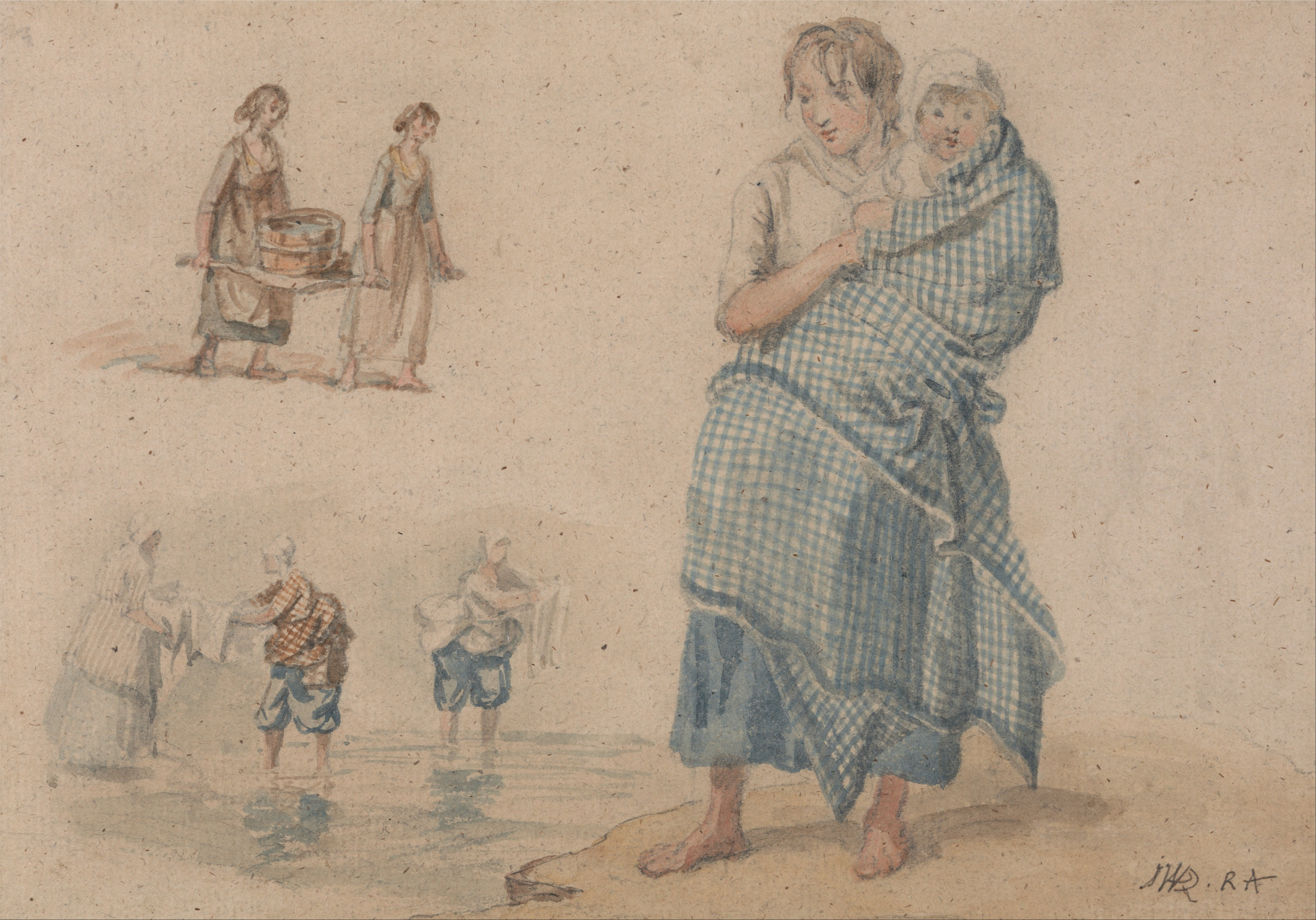
Шотландская крестьянка, XIX век.
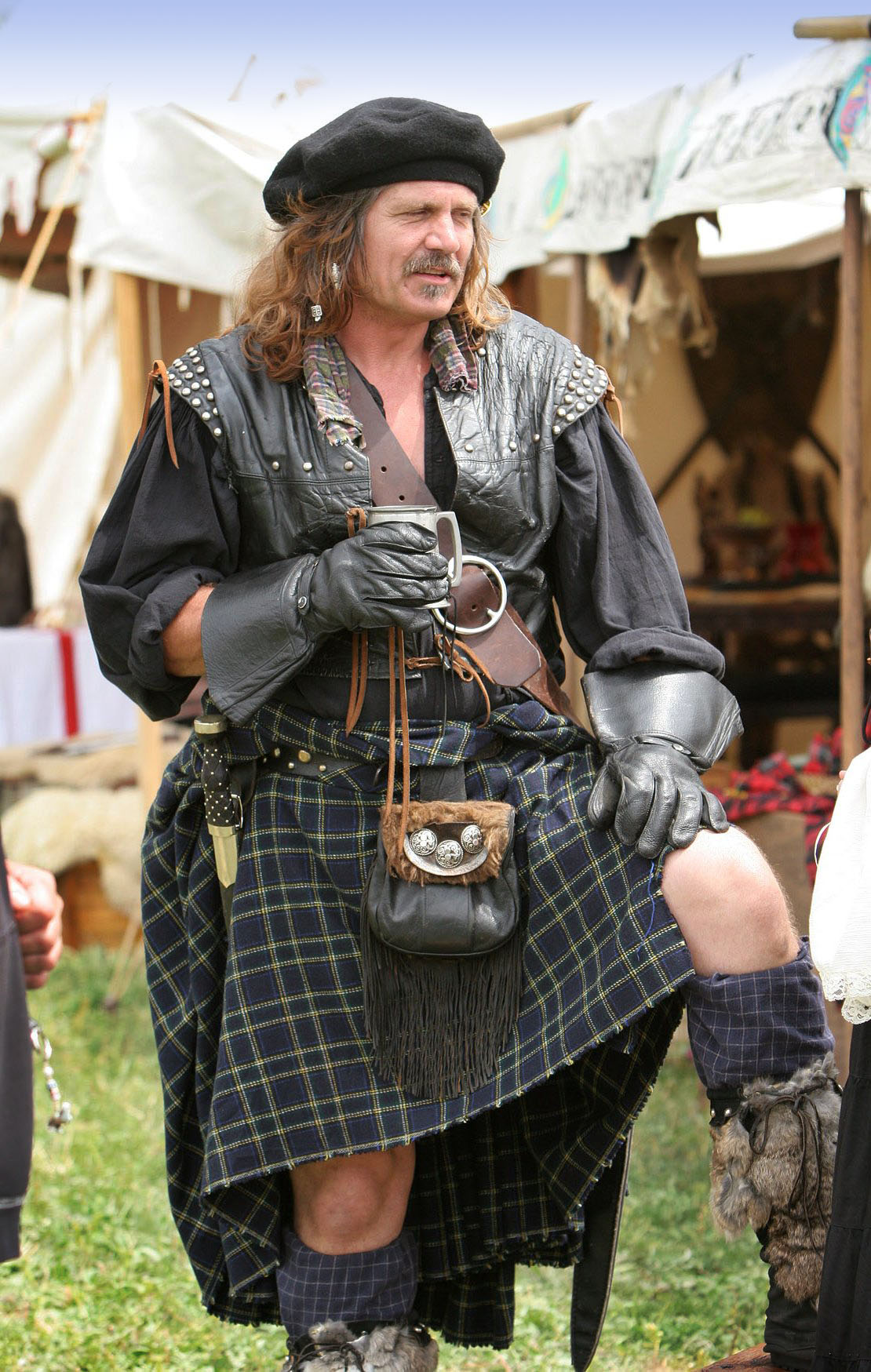
Мужчина в гэльской одежде
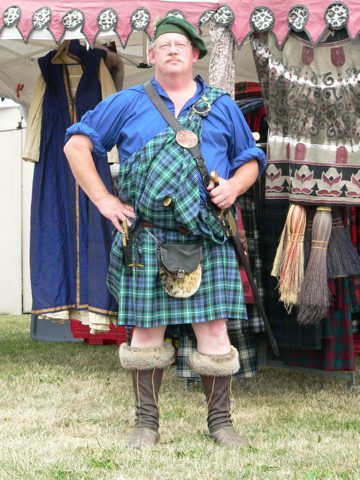
Мужчина в пледе с килтом